# Saquarema
Saquarema is een gemeente in de Braziliaanse deelstaat Rio de Janeiro. De gemeente telt 69.374 inwoners (schatting 2009).
De gemeente grenst aan Araruama, Maricá, Rio Bonito en Tanguá.

## Galerij

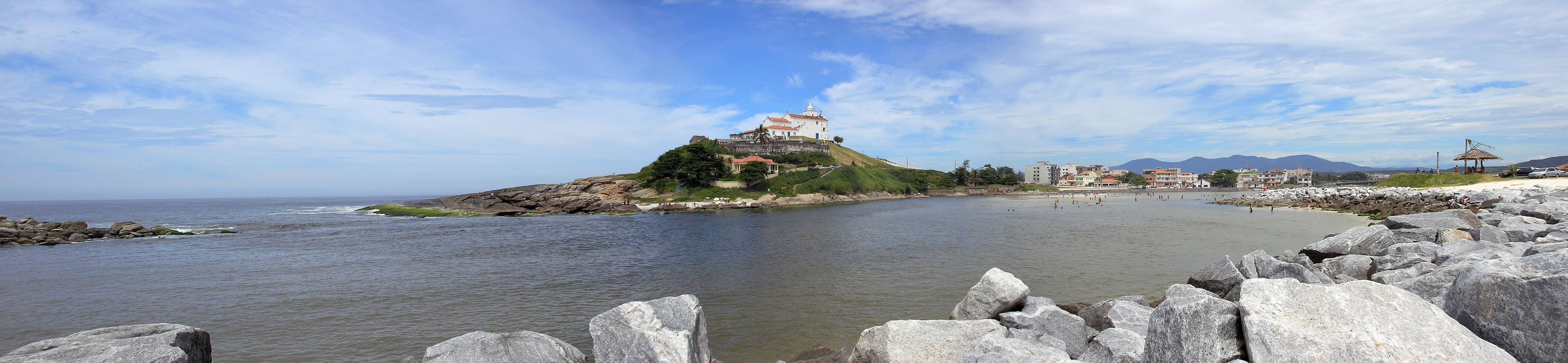
Panorama van Saquarema